# 고메스 페레스 다스마리냐스
고메스 페레스 다스마리냐스 이 리바데네이라(Gómez Pérez Dasmariñas y Ribadeneira (1539.1.1 – 1593.10.26)는 스페인인 정치가, 외교관, 장교, 식민지관료이다. 제7대 스페인령 필리핀 총독(governor-general of the Philippines)에 임명되어 1590년 6월 1일부터 1593년 10월 25일까지 재임하였다. 현재 마닐라(Manila) 남쪽 24km에 위치한 다스마리냐스 시(city of Dasmariñas)는 그의 이름에서 따왔다. 다스마리냐스는 산티아고 기사단(the Order of Santiago)의 일원이다.

## 생애
고메스 페레스 다스마리냐스(Gómez Pérez Dasmariñas)는 스페인 갈리시아(Galicia) 지방 비베이로(Viveiro)에서 태어났다. 1579년 1월 30일, 레온(León) 행정장관에 임명되었다. 이곳에서 그는 육류시장, 분수, 거리 등을 조성하였다.
업적이 인정되어, 1584년 9월 27일부터 1587년 1월 1일까지 다스마리냐스는 무르시아(Murcia), 로르카(Lorca), 카르타헤나(Cartagena)의 시장(corregidor)에 임명되었다.
1589년 스페인 국왕 펠리페2세(Felipe II)는 다스마리냐스를 필리핀 행정장관 및 총독(governor and captain general of the Philippines)으로 임명하고, 동시에 총독직 1년 보수를 1만 카스티야두카도(Castillan ducado)까지 올렸으며, 그를 산티아고 기사단(the Order of Santiago)의 기사로 임명하였다.
펠리페2세는 다스마리냐스에게 마닐라 재판소(Audiencia of Manila, 혹은 마닐라 아우디엔시아)를 견제할 것을 지시하였다. 이는 필리핀 현지 스페인인들이 요구한 것이었다. 또한 펠리페2세는 식민지 수비 목적의 국왕의 비용을 들여서 400명의 수비군을 창립할 것을 지시하였다.
1589년 12월 8일, 다스마리냐스는 누에바 에스파냐 부왕(viceroy of Nueva España)으로 임명된 루이스 데 벨라스코(Luis de Velasco)와 함께 같은 배를 타고 오늘날 멕시코(Mexico)에 해당하는 누에바 에스파냐로 향하였다. 도착 후, 1590년 3월 1일, 다스마리냐스는 아카풀코(Acapulco)를 떠났고 같은해 5월 필리핀 마닐라(Manila)에 도착했다.(다스마리냐스 본인은 6월 1일에 도착했다고 기록하였다.)

## 마닐라행정장관 부임
부임하자마자 그는 재판소를 견제하고 수비군을 창설하였다. 또한 여러 토목사업을 일으키기도 했다. 마닐라 도시를 둘러싸는 석재 성벽을 쌓아서 1593년에 완공시켰으며, 산티아고 성채(Fort Santiago)를 재건하였다. 또한 석재로 된 마닐라 대성당(cathedral of Manila)을 지었으며 시민들에게도 석재 주택을 짓도록 장려하였다.
중국과의 교역을 증대시켰고 본국과의 소통을 자주 하였다. 갤리선(galley) 몇 척을 건조하여 해안 방어로 사용하였고, 삼발레스(Zambales)에서의 봉기를 진압하였다. 아들 루이스 페레스 다스마리냐스(Luis Pérez Dasmariñas)를 카가얀(Cagayan) 군사원정대 총지휘관으로 임명, 스페인인들이 발견하지 않은 루손섬(island of Luzón) 일부인 카가얀으로 보냈다. 또한 마닐라에 대포주조창을 지었으나 기술숙련공 부족으로 성공하진 못했다. 부임 첫 해, 재판소의 총책임자와 재판관들(oidores)을 본국으로 보냈다. 그러나 학사(Licenciado)이자 고위재판관 페드로 데 로하스(Pedro de Rojas)는 국왕의 명에 따라 마닐라에 남아 재판 업무를 관장하는 부관배석판사(lieutenant assessor)로서 남았고, 이후 멕시코시티(Mexico City) 재판관 및 시장을 겸임하는 알칼데(alcalde)로 임명되어 떠났다.
1592년, 도요토미 히데요시(豐臣秀吉)가 조선 침략전에 루손에 함선 한 척과 군대를 보내어 일본에 항복하고 조공을 보낼 것을 협박하였다. 히데요시는 사망할 때까지 계속 항복 요구 서한을 보냈다. 스페인 정복 이전부터 수행해온 루손의 용병 제공은 이 시기에도 계속되어, 1593년 캄보디아 왕이 행정장관에게 포르투갈인 디에고 벨로소(Diego Belloso)를 사신으로 보내왔다. 벨로소는 코끼리 2마리를 선물로 제공하면서 우호와 교역을 요청했으며, 캄보디아를 위협하는 시암(Siam)에 대응할 군사원조를 요청하였다. 다스마리냐스는 캄보디아왕에게 말 1마리와 에메랄드 등을 선물로 보내었지만 지원 요청에 대한 대답은 보류하였다. 그러나 이는 후에 시암-캄보디아 전쟁에 대한 스페인인들의 개입이자 원정 파견의 시초였다.
1591년 5월 12일, 마닐라의 부호 에스테반 로드리게스 데 피게로아(Esteban Rodríguez de Figueroa)는 민다나오(Mindanao) 무슬림 정복에 대한 다스마리냐스의 동의를 얻었다. 정복 사업은 로드리게스의 자비로 수행되었으나, 대신 로드리게스가 정복 지역 행정장관 임명권을 2번 갖는 권한을 갖게 되었다.
1592년 스페인을 떠나온 주교 살라자르(Bishop Salazar)는 부임 후 다스마리냐스와 갈등을 갖게 되었다.

## 몰루카 원정
1593년, 다스마리냐스는 몰루카제도(the Moluccas) 테르나테(Terrenate)의 성채를 함락하고자 마닐라에서 원정대를 조직하였다. 그 이전인 1582년과 1584년 두 차례에 걸친 스페인 원정이 있었으나 모두 실패한 상태였다. 다스마리냐스는 다스마리냐스는 몰래 원정 계획을 세웠고, 준비가 완료될 때까지 숨겨왔다. 그는 직접 원정대를 통솔하려 하였다. 출항 전, 그는 아들 루이스 페레스 다스마리냐스를 함대 일부와 함께 먼저 핀타도스 주(the province of Pintados)로 보냈다.
다스마리냐스는 디에고 론키요(Diego Ronquillo)에게 마닐라 및 필리핀제도 군사 업무를 위임하였고, 일반 행정 업무는 페드로 데 로하스(Pedro de Rojas)에게 위임하였다. 아들이 출발한 후, 그는 마닐라에 잠시 머물러서 준비를 하고 노젓는 자리에 설치한 벤치만 28개나 되는 자신의 대장선(La Capitana) 갤리를 무장시켰다. 그는 금액을 제공하고 중국인들을 노젓는 사공으로 고용하였다. 안토니오 데 모르가(Antonio de Morga)는 사공들의 환심을 사기 위하여 이들을 사슬을 채우지도 않았고 무기 소지도 눈감아 주었다고 전한다.
스페인인 40명이 이 대장선 갤리에 탔고, 약간의 프리깃함(frigate, fragata)과 작은 배들이 갤리를 호위하였다. 이 배들에도 인원들이 타고 있었다. 함대 전체는 갤리, 갤리엇(galliot), 프리깃, 비레이(virey), 보트 등 총 200척의 선박으로 구성되었고, 900명 이상의 스페인인들이 원정에 참여하였다. 1593년 10월, 다스마리냐스는 카비테(Cavite)에서 핀타도스(Pintados)로 출발하여 핀타도스에 있는 아들 루이스 페레스의 함대와 합류하고 나서 몰루카제도로 가려 하였다.

## 선상 반란과 사망
첫 여정의 제2일, 다스마리냐스 함대는 마닐라에서 24레구아(legua, league) 떨어져 있는 카카섬(island of Caca)에 도착하였다. 그러나 강한 역풍으로 인하여 푼타 델 아주프레(Punta del Azufre)라는 곶을 도는 것이 어렵다고 판단, 다스마리냐스는 닻을 내려 하루밤을 정박하고 다음날 돌기로 결정했다.
그러는 동안 중국인 사공들은 갤리선 장악을 3일 동안 계획하고 있었다. 이날 밤 새벽 전, 이들은 수비병과 자고 있던 스페인인들을 대부분 살해하였고, 소수만이 수영으로 혹은 갤리의 부속선을 타고 탈출하였다. 소동이 났음을 듣고 다스마리냐스는 닻이 풀려 해저를 긁고 있고 사람들이 노를 젓고 있다고 생각하고서는, 머리에 아무것도 쓰지 않은 채 선장실을 나왔다. 그러자 문 밖에서 기다리던 중국인들에 의해 살해되었다. 비서 후안 데 쿠에야르(Juan de Cuellar)와 프란치스코회(Francisco) 신부 몬티야(Montilla)만이 배 안에 있으면서 살아남았다. 중국인들은 이들을 해안에 풀어주었다. 이후 중국인들은 나포한 갤리를 타고 중국으로 향했으나 교지(Cochinchina)로 가게 되었고, 교지왕은 대포 2문과 보석, 금전 등을 몰수하였다. 중국인들은 다른 곳으로 흩어졌고 갤리는 방치되었다. 몇몇은 후에 말라카(Malacca)에서 체포되어 마닐라로 보내졌고 그곳에서 처형되었다.

## 신임총독 부임
총독으로 부임하면서 다스마리냐스는 왕명에 의하여 자신이 사망하면 임시 후임자를 선택할 권한을 갖고 있었다. 다스마리냐스는 이 왕명을 여러 스페인인들에게 보여주면서, 이를 보는 사람이 곧 후임자임을 암시해주었다. 특히 아들 루이스 페레스와 에스테반 로드리게스 데 피게로아가 지명을 기대하고 있었다. 두 사람 모두 몰루카 원정을 떠나 있었고, 총독 사망 후엔 지휘권을 승계받으려 마닐라로 급히 귀환했다.
그동안 마닐라 시민과 군인은 페드로 데 로하스를 행정장관 및 총독으로 선발하였다. 그러나 루이스 페레스의 귀환과 함께 사망한 총독의 유지가 발견되면서, 아들 루이스 페레스 다스마리냐스가 신임총독이 되었다.

## 가족[2]
- 부 : 페르난 디아즈 데 리바데네이라(Fernán Díaz de Ribadeneira, ?-?)
- 모 : 베렌겔라 다스마리냐스 이 훈케이라스(Berenguela das Mariñas y Junqueiras, ?-?)
- 형 : 알바로 곤잘레스 다스마리냐스 이 리바데네이라(Alvaro González das Mariñas y Ribadeneira, 1460-1586.4.29)
- 처 : 도냐 아나 파에스 데 소토마요르 이 멘도사(Doña Ana Páez de Sotomayor y Mendoza, ?-?)
- 자 : 루이스 페레스 다스마리냐스 이 파에스 데 소토마요르(Luis Pérez Dasmariñas y Páez de Sotomayor, ?-1603)
- 장녀 : 도냐 베렌겔라 페레스 다스마리냐스 이 파에스 데 소토마요르(Doña Berenguela Pérez Dasmariñas y Páez de Sotomayor, ?-?)
- 차녀 : 도냐 그레고리아 페레스 다스마리냐스 이 파에스 데 소토마요르(Doña Gregoria Pérez Dasmariñas y Páez de Sotomayor, ?-?)